# 조반니 로시
조반니 로시(이탈리아어: Giovanni Losi, 1838년 11월 29일 ~ 1882년 12월 27일)는 이탈리아의 가톨릭 신부였다. 그는 예수 성심 콤보니 선교회의 회원이었으며 남수단에서 대부분의 신부 생활을 했다.
그는 루이지 보노미 신부와 함께 당시까지 유럽에 알려지지 않았던 노비인어로 된 최초의 교리문답과 사전을 출판했다.

## 내력

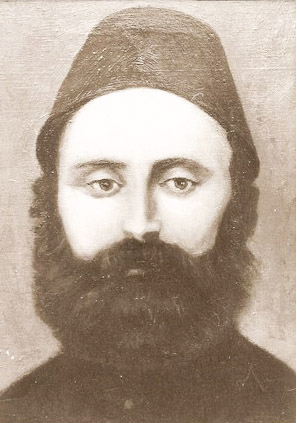
1880년의 조반니 로시

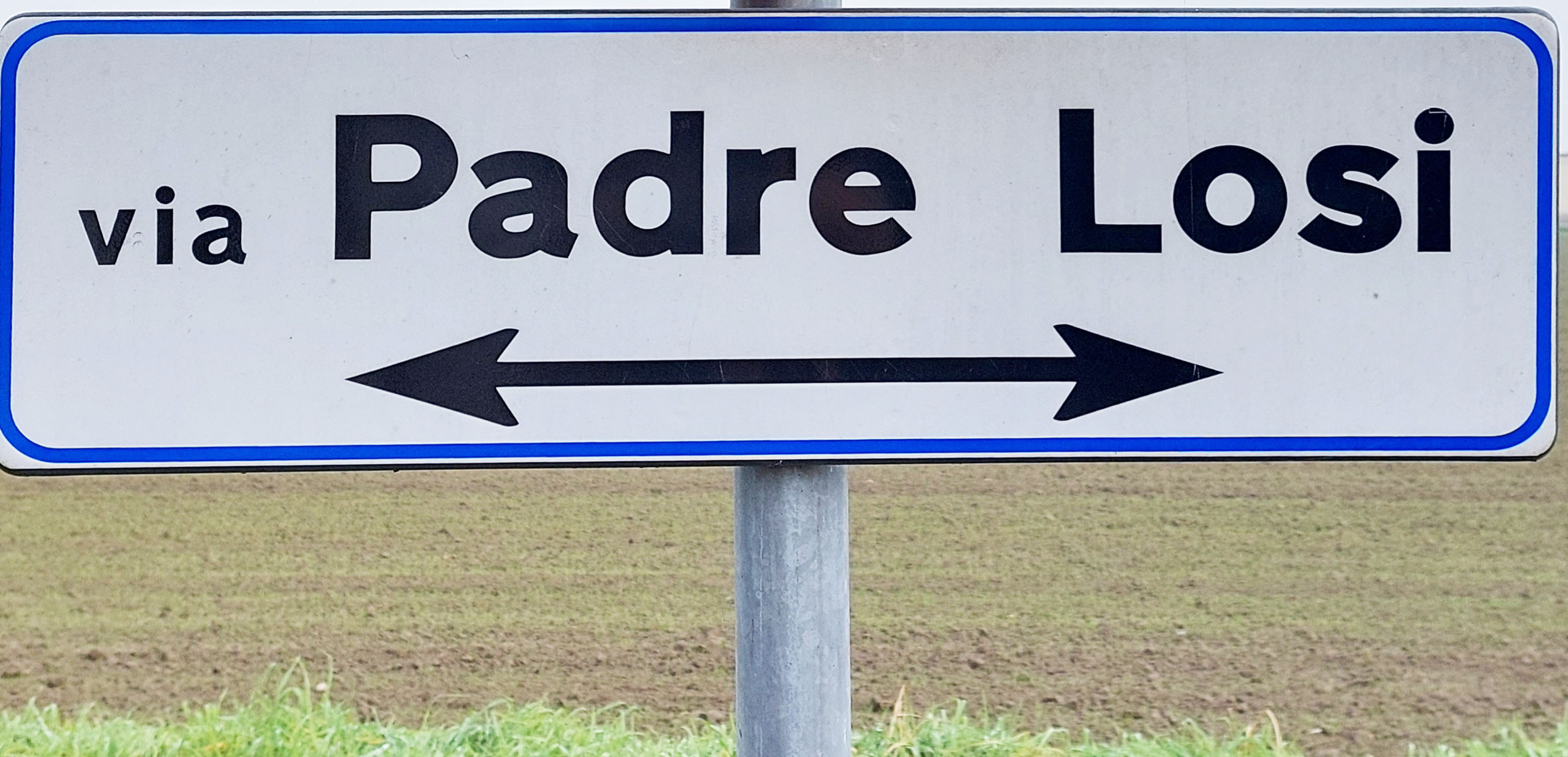
카셀레란디에 있는 파드레 로시 거리 표지판

1838년 카셀레란디에서 태어난 그는 같은 날 마을의 본당 교회에서 세례를 받았다. 아직 어렸을 때 가족은 피아첸차로 이사했고 나중에 그는 피아첸차의 주교 신학교에 입학했다. 그는 1862년에 사제로 서품되었다.
10년 후인 1872년에 그는 다니엘레 콤보니가 설립한 베로나 선교 연구소에 들어가 이듬해 수단으로 함께 떠났다. 그는 콤보니 신부의 개인 고해신부가 되었다.
그는 1878년까지 엘오베이드 선교부의 수장이었고, 항상 그를 반대하던 무슬림 신앙을 가진 지역 주민들과는 좋은 관계가 없었다. 1881년 콤보니가 사망하고 그는 중앙 아프리카 선교부 전체의 임시 수장으로 임명되었다. 1882년 12월 27일에 44세의 나이에 괴혈병으로 사망했다.
그는 엘오베이드에 묻혔지만 1889년 마하디파가 그 지역을 정복했을 때 근본주의자들에 의해 그의 무덤이 훼손되었다.